# Plage de Bonne-Source
La plage de Bonne-Source est une plage publique située sur la commune de Pornichet, dans le département français de la Loire-Atlantique. Elle est l'une des trois plages de sable de la commune, avec celles des Libraires et de Sainte-Marguerite.

## Géographie

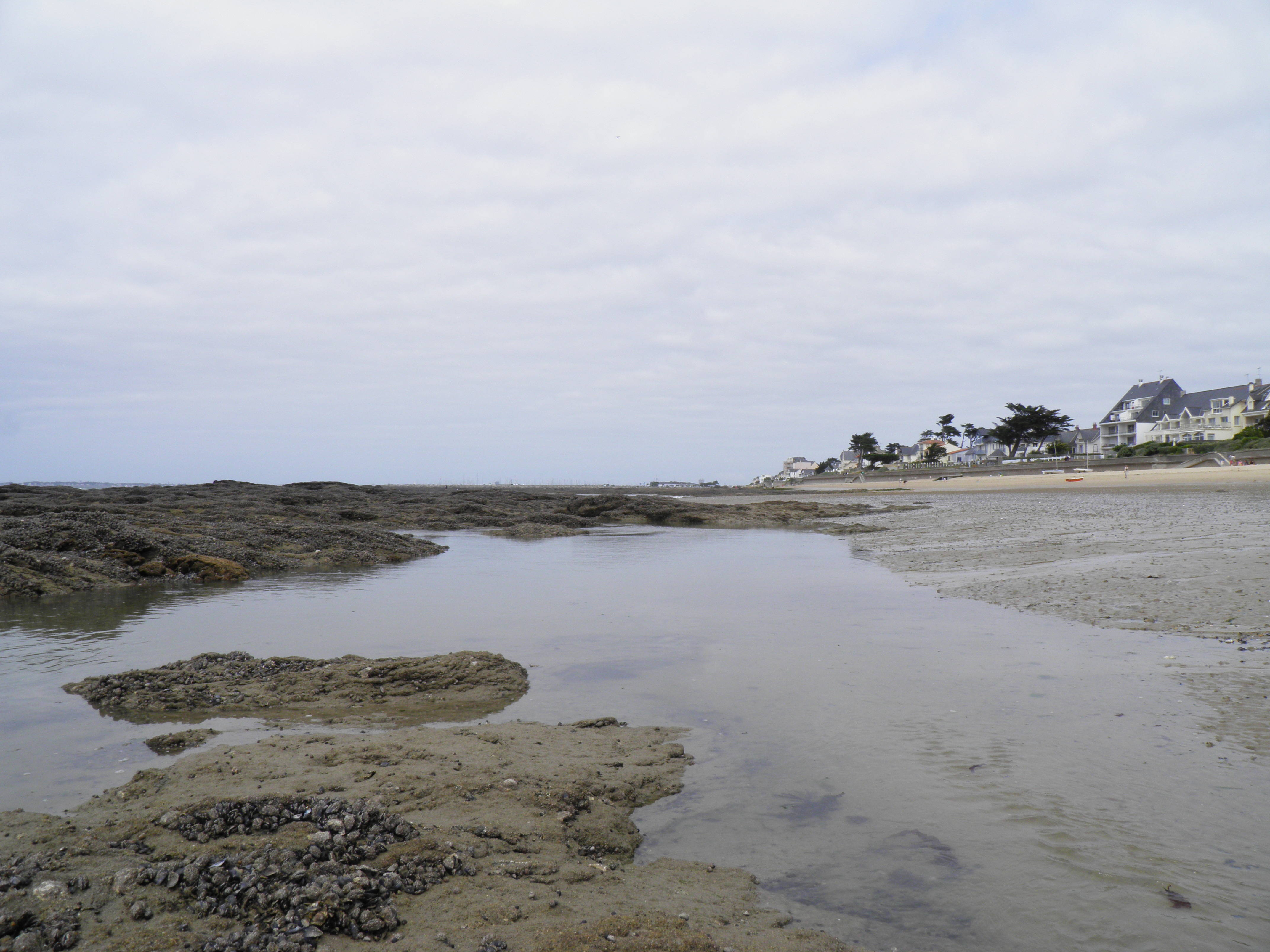
La plage, à marée basse.

La plage de Bonne-Source s’étend sur 2,5 km.
Elle est située entre la plage des Libraires à l’ouest et la plage de Sainte-Marguerite à l’est. Elle débute à la pointe du Bec, située au sud-est immédiat du port de Pornichet, et s’étend jusqu’à la pointe de Congrigoux, qui la sépare de la plage Sainte-Marguerite.